# F.I.R.
F.I.R.（エフ・アイ・アール）は、男女3人によって構成される台湾の音楽ユニット。『飛兒樂團』（Fēi ér yuè tuán）の別名も持つ。また英名として｢Fairyland in Reality｣の名称も用いられる｡

## 概要・来歴
F.I.R.とは、もともとはメンバーの頭文字を取って組み合わせたものであるが､｢Fairyland in Reality｣とのダブルミーニングとしている。
2004年にデビュー。台湾のTVドラマ「鬥魚」のエンドテーマ曲に起用された「Lydia」で脚光を浴び、同曲を含むデビューアルバム『F.I.R. 飛児楽団』が台湾や香港をはじめアジア圏内でヒット。2005年にはセカンドアルバム『無限』をリリース。2006年『飛行部落』､ 2007年『愛·歌姫』と立て続けにリリースし､2009年にはニューアルバム『讓我們一起微笑吧』が満を持してのリリースとなった｡

## メンバー
- ヂャン・ウェンティン（詹雯婷、Zhān Wéntíng、1981年8月27日 - ）
  - ボーカル担当。英語名はFaye（フェイ）。
  - アイドル女性歌手蔡依林と大学で同級同学部（面識はなかったらしい）。
- チェン・ジエンニン（陳建寧、Chén Jiànníng、1971年10月28日 - ）
  - キーボード担当。英語名はIan（イアン）。
  - グループの音楽面での中心的存在。アルバムのプロデューサーも務める。
- ホヮン・ハンチン（黄漢青、Huáng Hànqīng、1980年3月11日 - ）
  - ギター担当。英語名はReal（リアル）。
  - 阿沁の名前でソロ活動を行い、また他のアーティストへの楽曲の提供を行っている。
  - 日本の音楽やコミックが大好きらしい。

## 作品

### アルバム
- F.I.R.飛兒樂團 同名專輯 （2004年4月23日）  
  1. Intro 尋夢之途
  2. Fly away
  3. Lydia
  4. 流浪者之歌
  5. 我們的愛
  6. 光芒
  7. Lydia鋼琴演奏版
  8. 你的微笑
  9. 塔羅牌
  10. 後樂園
  11. Revolution
  12. You Make Me Want To Fall In Love
  13. Next Album預告篇

- 無限 （2005年4月8日）
  1. 無限
  2. 千年之戀
  3. LOVE*3
  4. 盛宴…
  5. 應許之地
  6. 把愛放開
  7. NeverLand
  8. The Legend 傳說…
  9. 刺鳥
  10. 愛的力量
  11. 死心的理由
  12. I can't go on
  13. What's Next?

- 飛行部落 （2006年7月28日）
  1. Intro
  2. Get High
  3. 雨櫻花
  4. 天天夜夜 (Samping "How Do I Live", featuring.リアン・ライムス)
  5. 飛行部落
  6. 北極圈
  7. 你很愛他
  8. 1234567
  9. 眷戀
  10. I Don't Care
  11. 我最愛的人
  12. 天天夜夜 〜instrumental〜（隠しトラック）

- 愛 歌姬 （2007年9月28日）
  1. 詠嘆曲
  2. 第十行星
  3. 需要你的愛
  4. 三個心願
  5. Change
  6. 真愛地圖
  7. 月牙灣
  8. Forever Green
  9. Blue Doors Ahead
  10. 愛過
  11. 彩色拼圖
  12. 荼靡時代

- 讓我們一起微笑吧 （2009年12月25日）
  1. Find my way
  2. I am here
  3. 向日葵盛開的夏天
  4. 紀念日
  5. 衝浪季節
  6. 紅潮
  7. 荊棘裡的花
  8. 讓我們一起微笑吧
  9. 貓頭鷹的夢
  10. WE ARE
  11. Hero

- 亞特蘭提斯 （2011年4月15日）
  1. 亞特蘭提斯
  2. 淚光閃爍
  3. 花非花
  4. 我超越
  5. 愛有路可退
  6. 微光
  7. SAY HELLO
  8. 唐吉訶德
  9. 讓愛重生
  10. 螺絲釘

### シングル
- 我要飛（2004年09月17日）
  1. 我要飛（新單曲）
  2. Lydia（Demo）
  3. 我們的愛（Demo）
  4. 你的微笑（Demo）
  5. 塔羅牌（Demo）

- 把愛傳出來（2005年12月）
  - 「台北市健康シティ」キャンペンソング・非売品

  1. 把愛傳出來